# Грчки епски циклус
Грчки епски циклус или Киклички епови ( стгрч. ἐπικὸς κύκλος) је назив за скуп старогрчких епских песама које су у непрекинутом кругу (κυκλος = круг) представљале митске догађаје од брака Урана и Геје до смрти Одисеја и женидбе његова два сина, Телегона за Пенелопу и Телемаха за Кирка. Након тога су приказали догађаје који су се десили пре оних који су обухваћени Хомеровом Илијадом, затим шта се догодило између догађаја у Илијади и оних у Одисеји, и на крају, шта се догодило после догађаја из Одисеје. Циклус је започет митским причама о боговима, обрађеним у Теогонији и Титаномахији, а наставио се митовима о Теби и Тројанском рату ..Није могуће утврдити да ли је Хесиодова Теогонија била на почетку или је то била друга песма са истим насловом.
Од кикличких песама сачувани су само фрагменти, око 120 стихова, али је њихов садржај познат из прозних резимеа у Граматичком хрестоматију (Χρηστομαθεια γραμματικη), који је сачуван делом у Либрији, а делом у Либрацији. Овај податак допуњен је подацима из библиотеке Псеудо-Аполодоров, као и илустрацијама са тзв. Илијадне плоче са сценама из Илијаде. Ови подаци нису сасвим поуздани, будући да су киклички епови већ изгубљени у време када су настале Илијадне плоче и Псеудо-Аполодорова библиотека, које су свој садржај црпеле из других извора и обимнијих митографских извора, састављених не само на основу самих епова, већ и од хорских песама и драма.